# Palazzo Zuccari

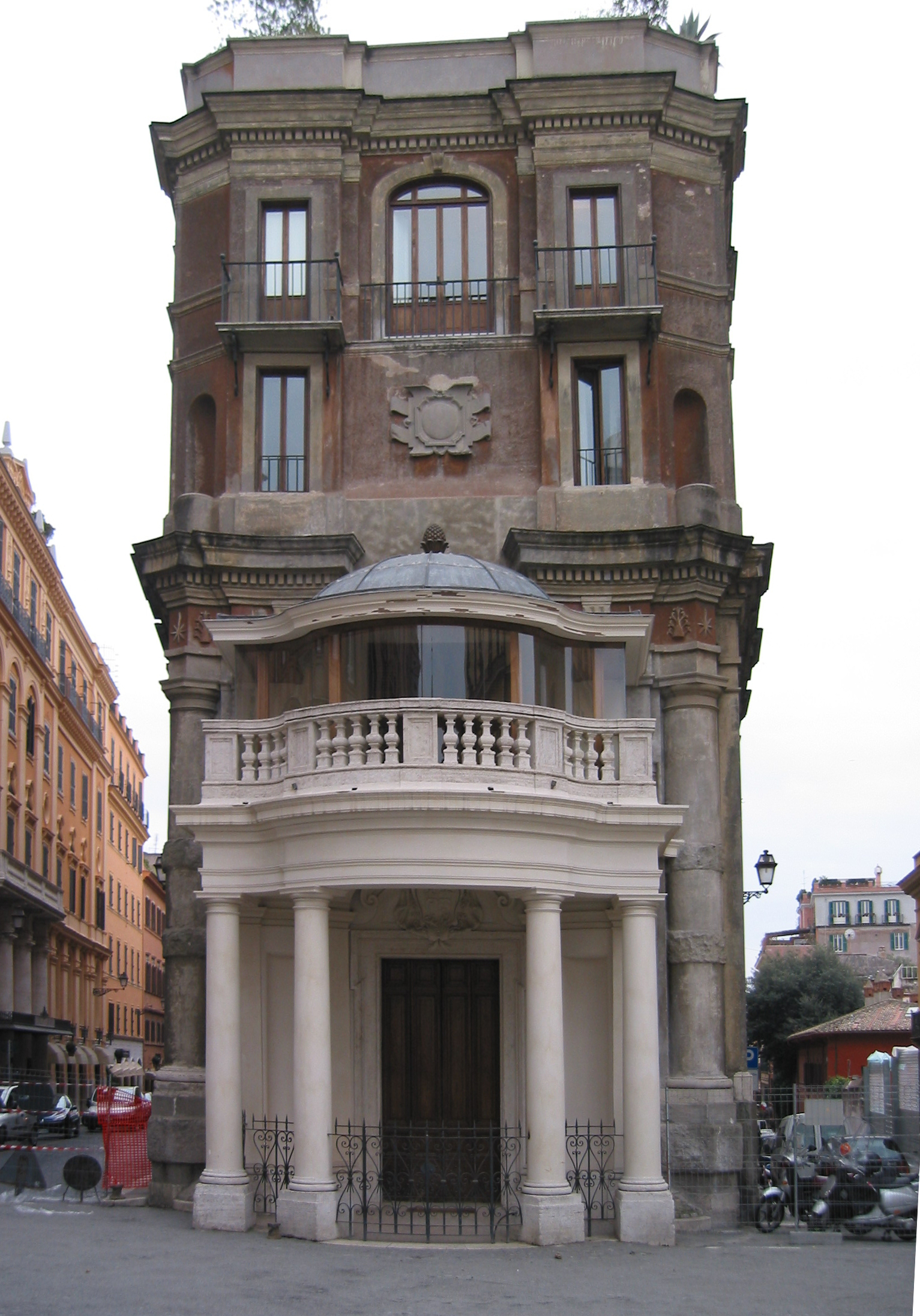
Palazzo Zuccari im Jahr 2003, Fassade vor der Restaurierung

Der Palazzo Zuccari in Rom ist ein schmales Haus zwischen den beiden spitzwinklig auf die Piazza della Trinita dei Monti nahe der Kirche Santa Trinità dei Monti zulaufenden Straßen Via Gregoriana und Via Sistina. Heute beherbergt es die Bibliotheca Hertziana, ein Institut für Kunst- und Kulturgeschichte der Max-Planck-Gesellschaft.

## Geschichte

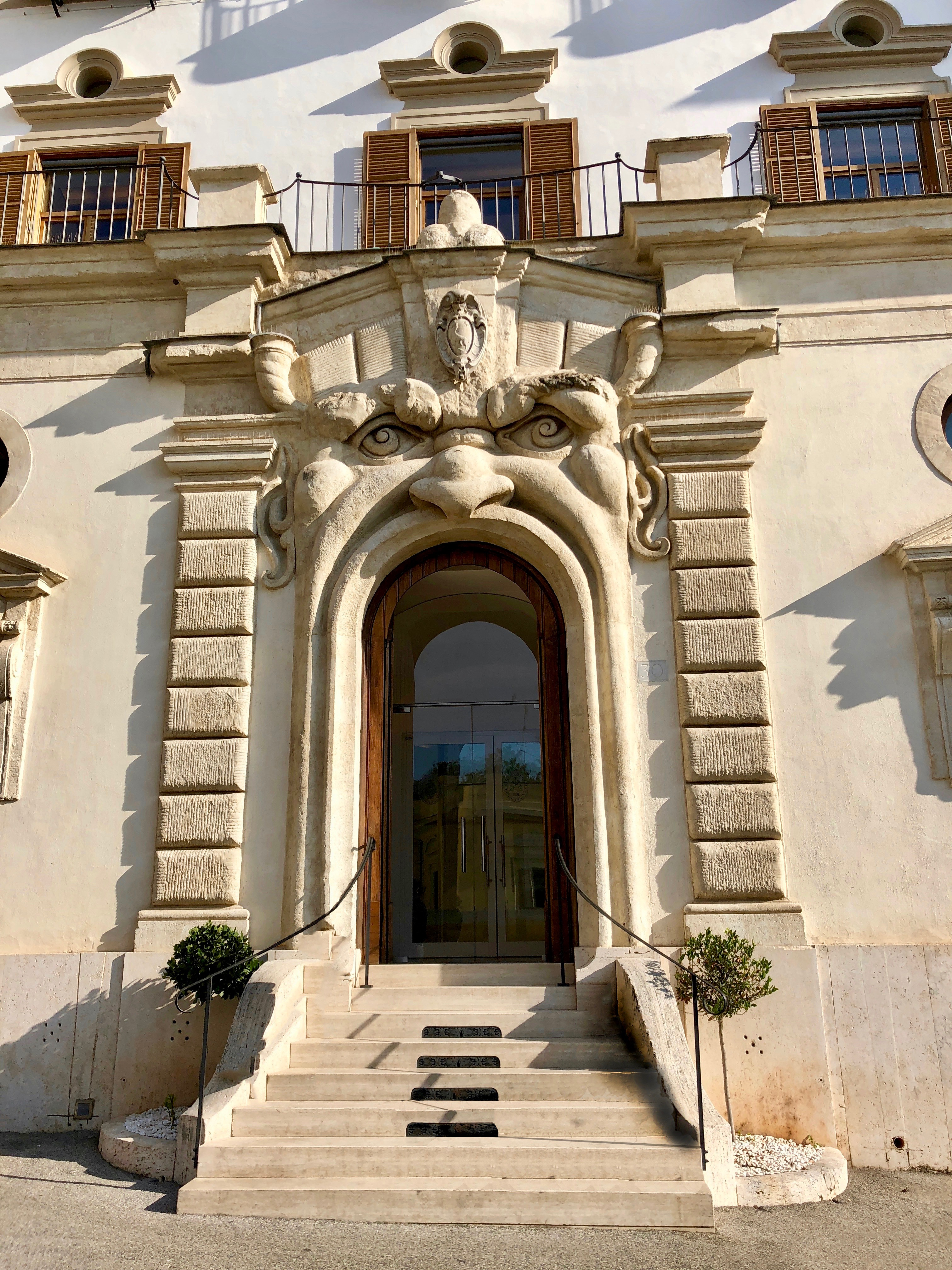
Bibliotheca Hertziana, Eingang mit dem Mascherone

Der Maler Federico Zuccari ließ den Palazzo als Wohn- und Ateliergebäude ab 1590 errichten und malte das Erdgeschoss mit Fresken aus. Auch entwarf Zuccari das Portal zum angrenzenden Garten (heute Via Gregoriana), ein Mascherone, der die Gestalt eines Gesichts mit einem riesigen aufgerissenen Maul hat. Ursprünglich wollte Zuccari den Bau den Künstlern der von ihm gegründeten Accademia di San Luca vererben. Dazu kam es nicht, da Zuccari nach seinem Tod 1609 hohe Schulden hinterließ und der Bau unvollendet war.
Ab 1702 lebte die Königin von Polen, Marie Casimire Louise de la Grange d’Arquien, für eine Zeit in dem Gebäude und ließ einen hölzernen Bogen über die Via Sistina errichten, sowie vermutlich von Filippo Juvarra an der Stirnseite einen Portikus anbauen.

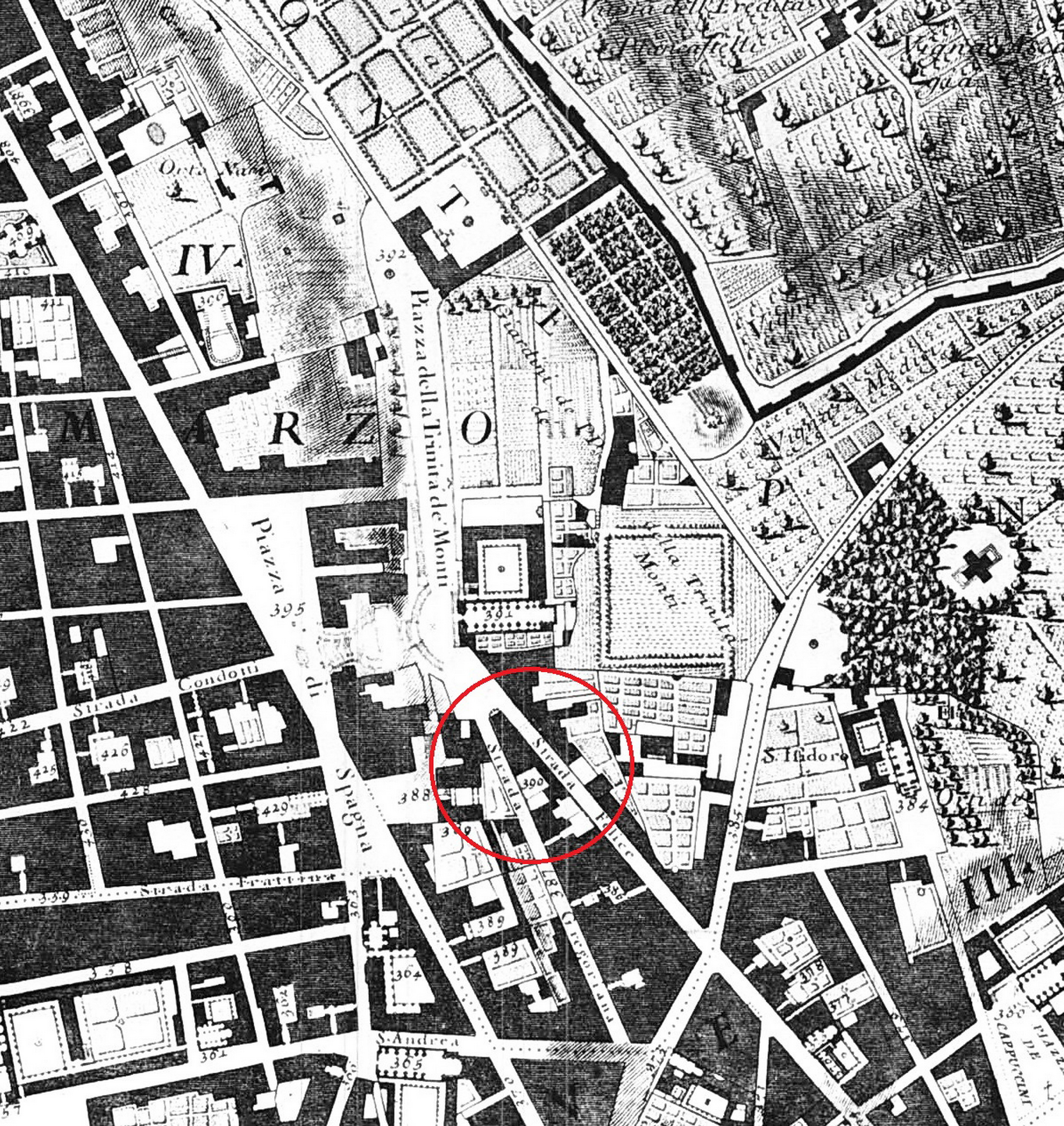
Nolli-Karte (1748), Ausschnitt mit dem Palazzo Zuccari
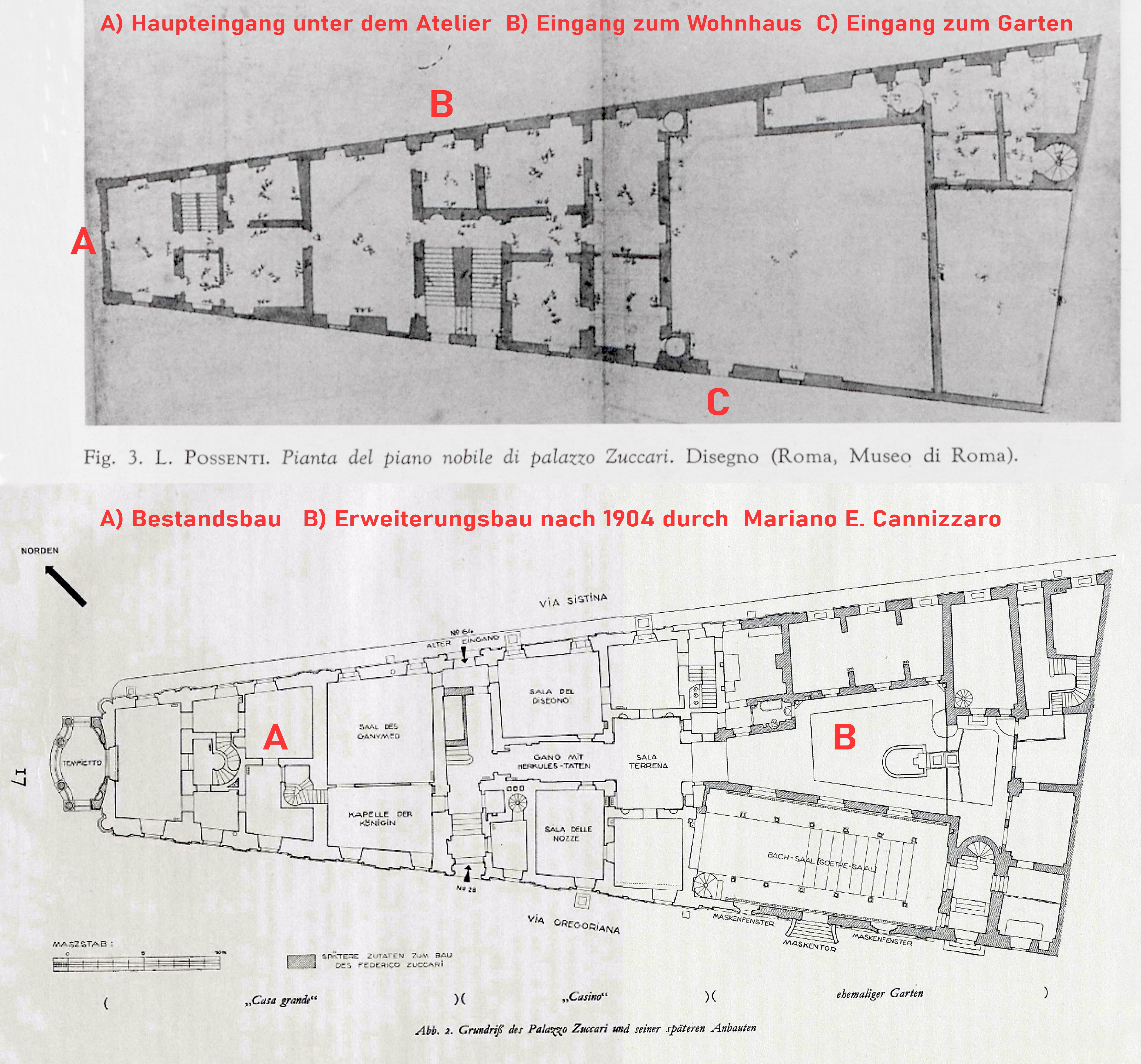
Grundrisse vor und nach 1904 mit der Überbauung des Gartens
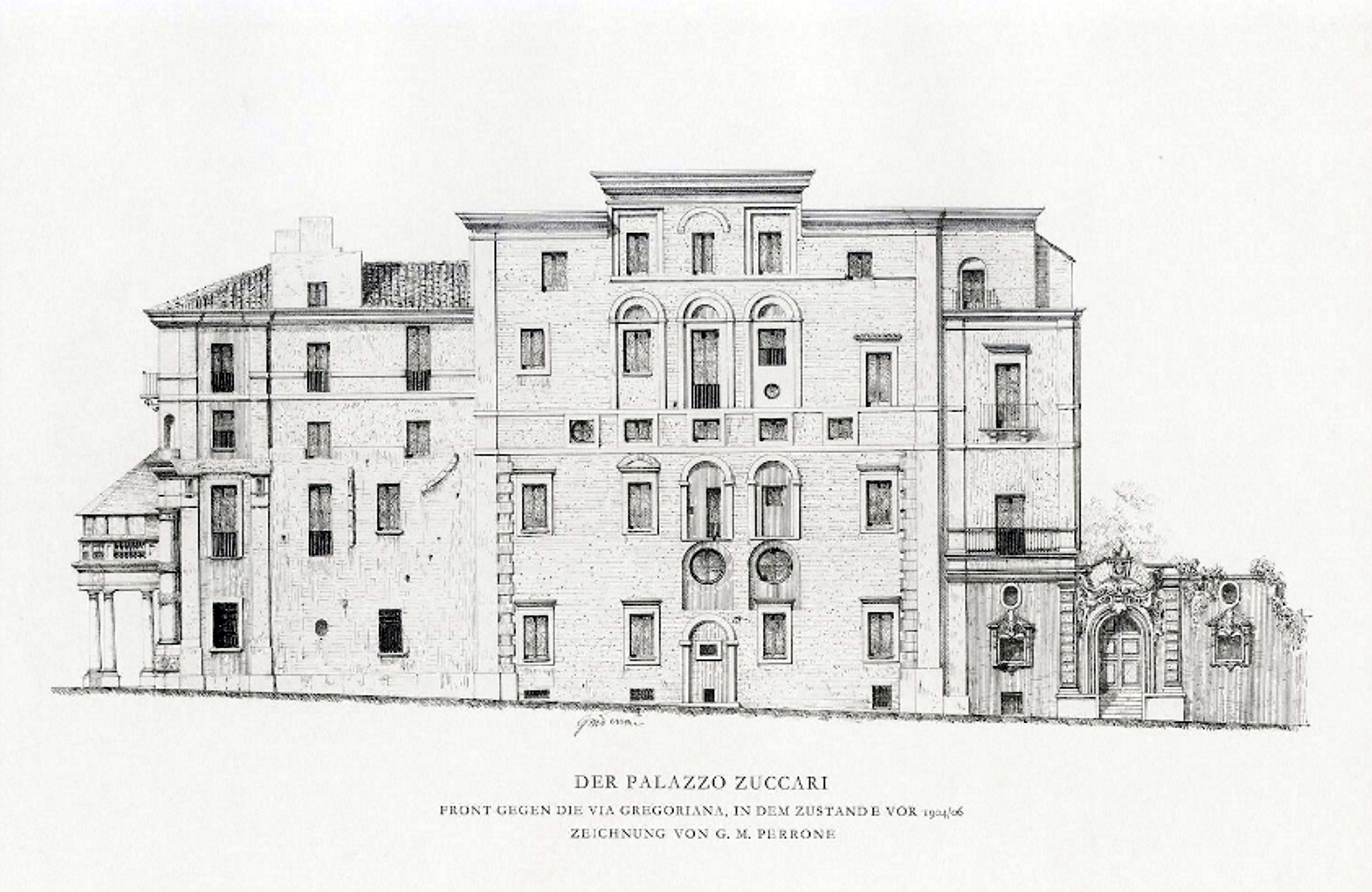
Fassade an der Via Gregoriana vor 1904 mit dem "Höllentor"
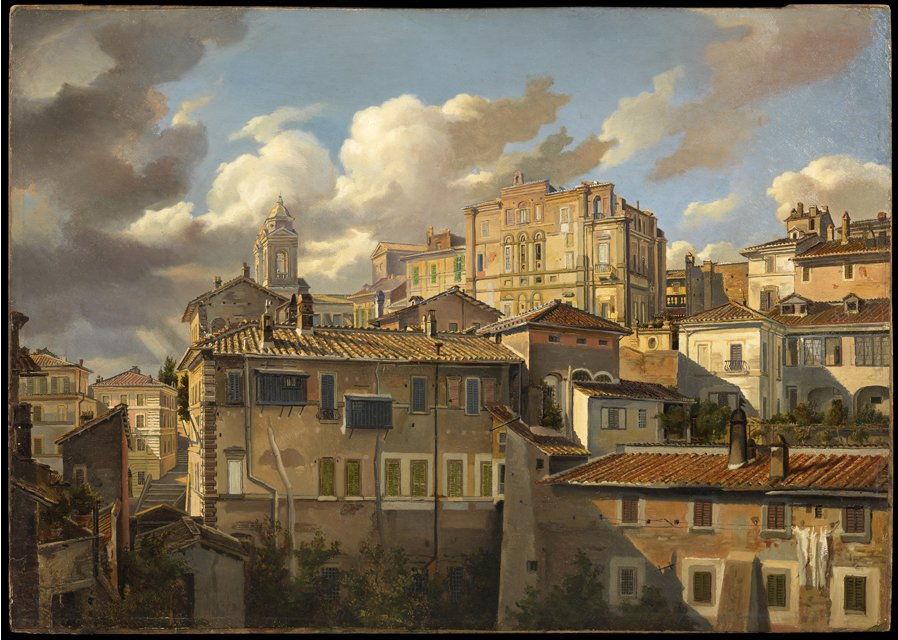
Monte Pincio und Palazzo Zuccari, Eugen Neureuther um 1830
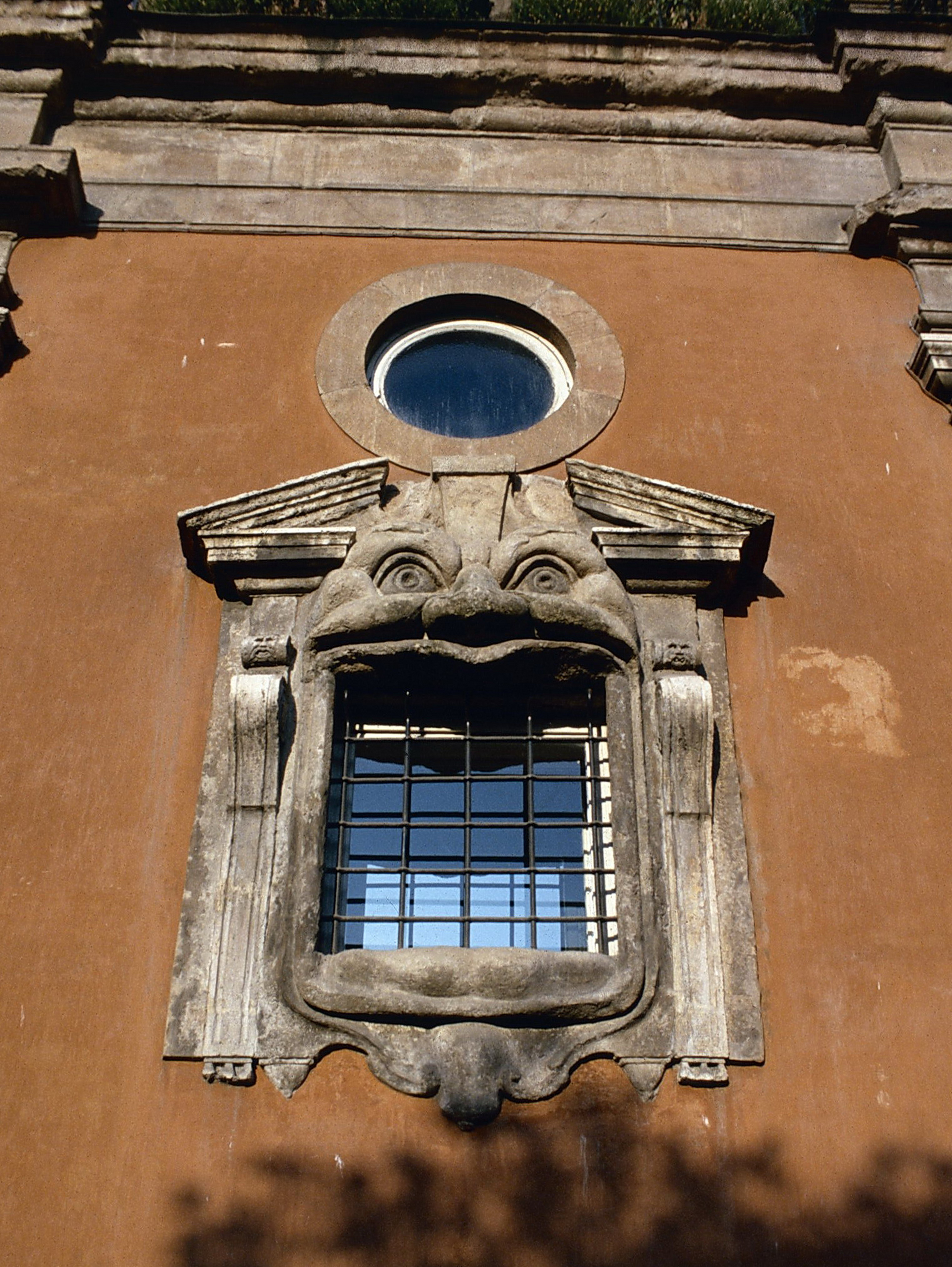
Palazzo Zuccari, Fenster in der Via Gregoriana 1984
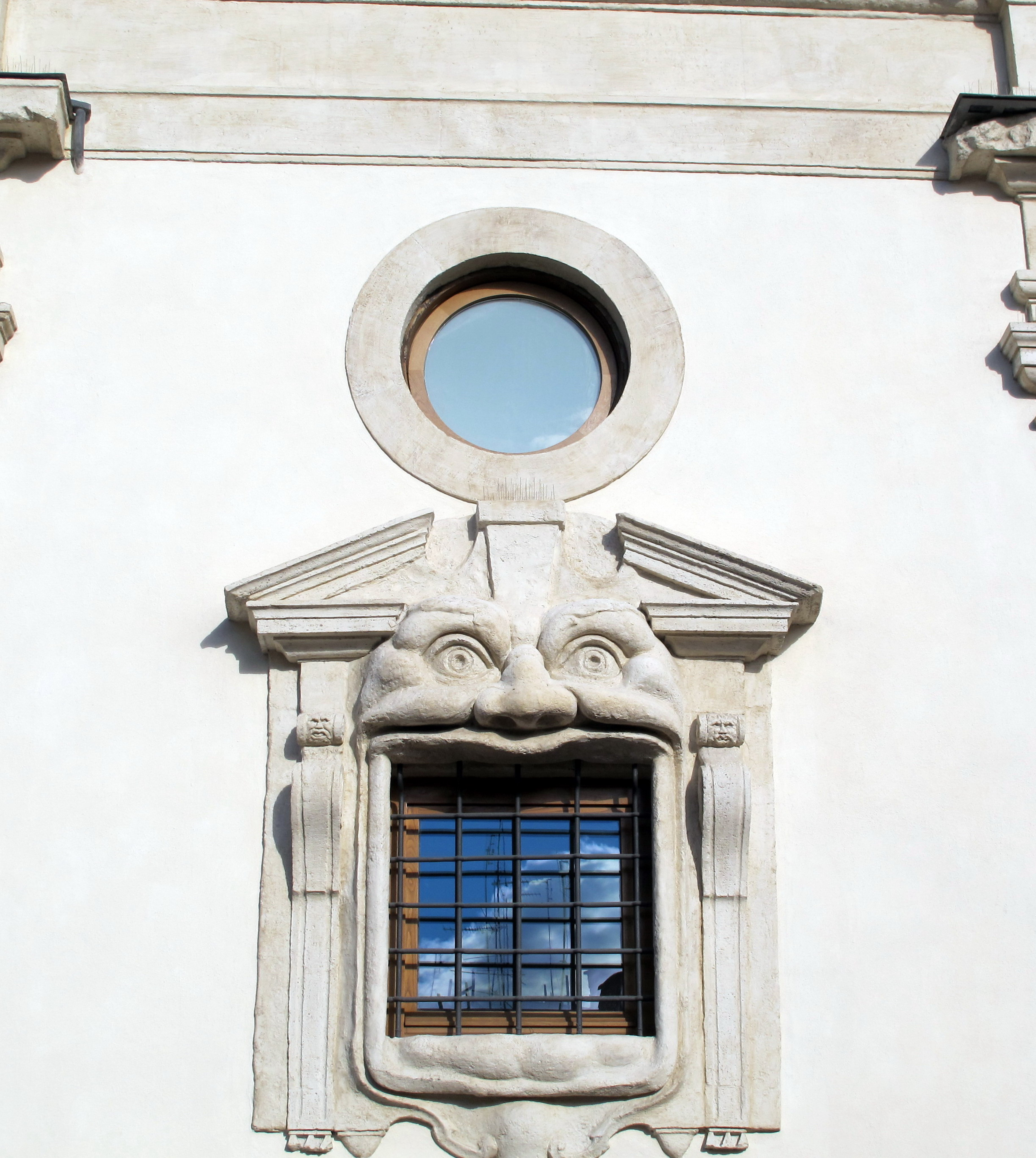
Palazzo Zuccari, Fenster in der Via Gregoriana 2013
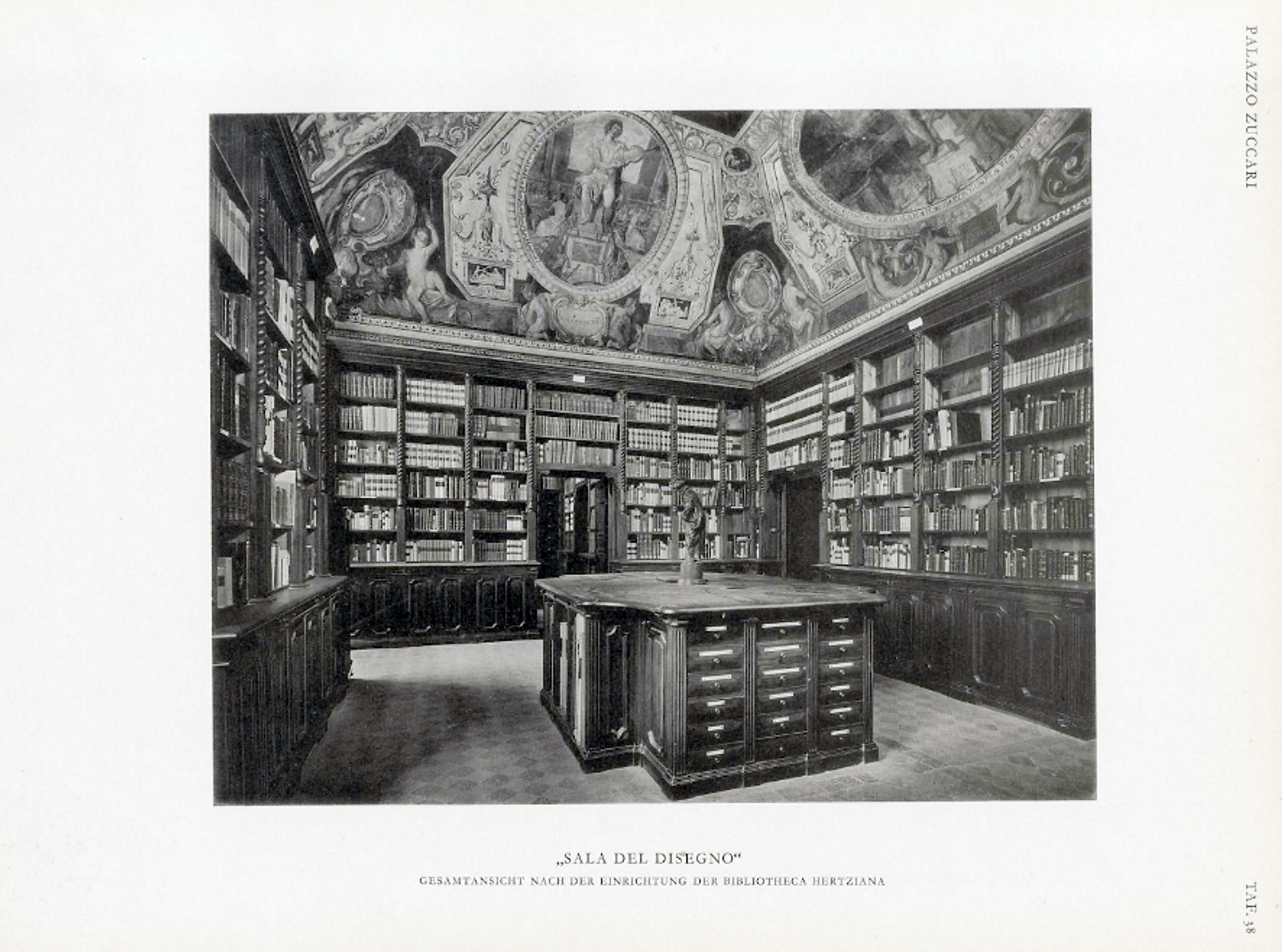
Sala del Disegno nach der Einrichtung der Bibliotheca Hertziana
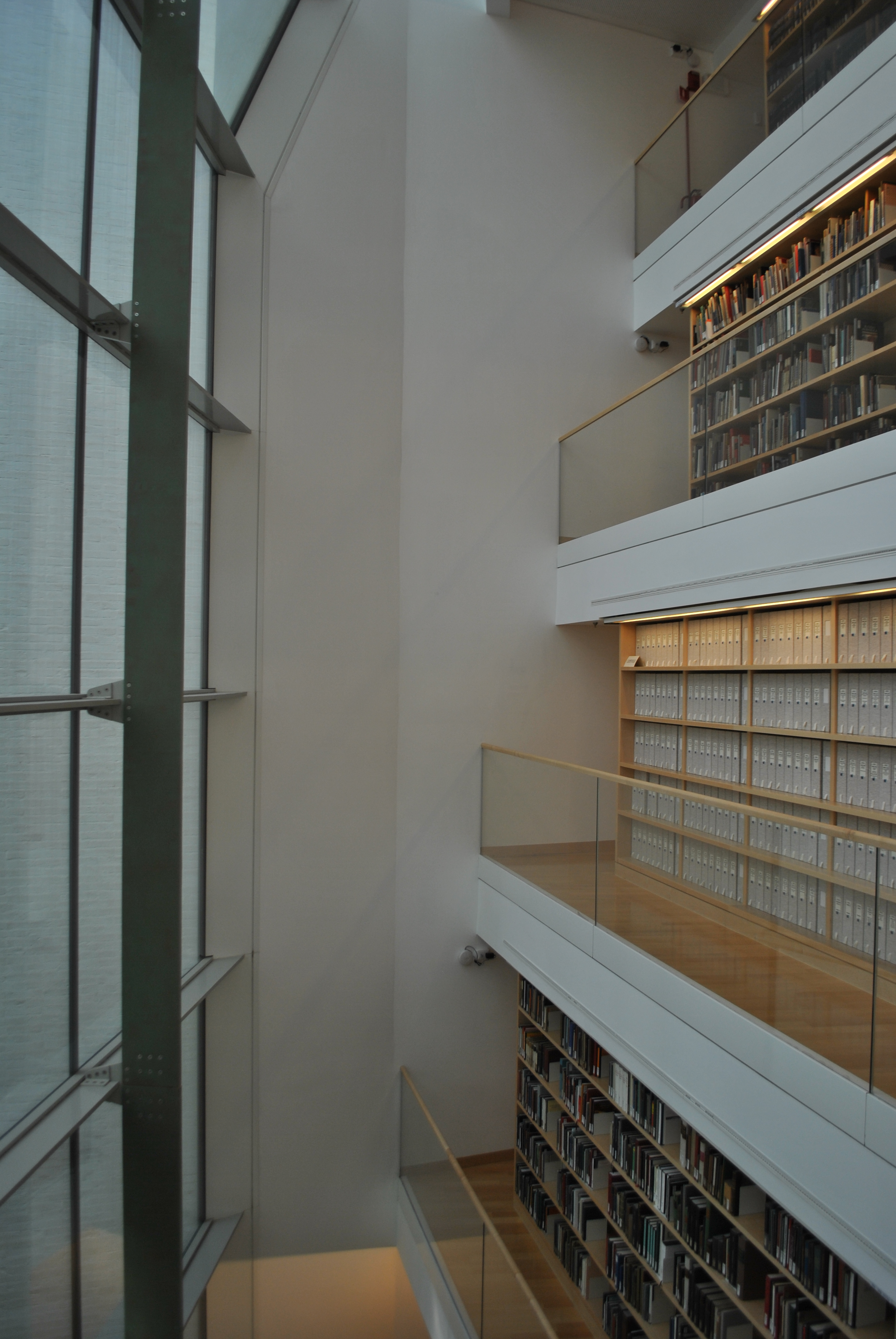
Innenhoffassade und Galerien, Bibliotheca Hertziana 2013

## Nutzungsänderung

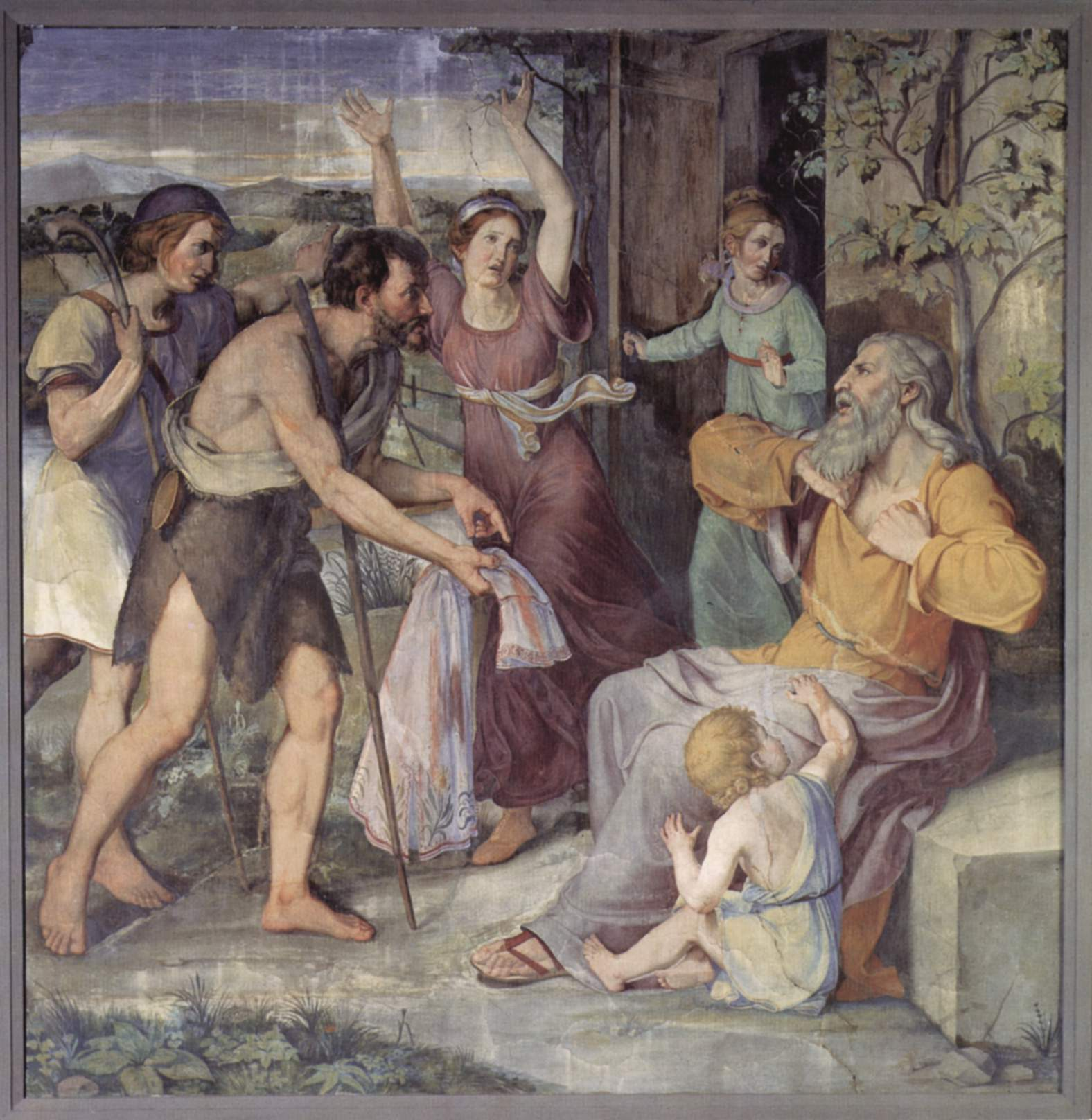
Friedrich Wilhelm von Schadow: Der blutige Rock – Fresko aus dem später Casa Bartholdy genannten Palazzo, Berlin

Später wurde der Palazzo Zuccari in Appartements aufgeteilt und meist an Ausländer und Künstler vermietet; unter anderem hielten sich dort Joshua Reynolds, Johann Joachim Winckelmann und Johann Friedrich Reiffenstein auf. Einer der späteren Besitzer, der preußische Generalkonsul Jakob Ludwig Salomon Bartholdy, ließ 1815 ein Eckzimmer seiner Wohnung (Casa Bartholdy) mit Szenen der Josephsgeschichte ausmalen. Die Fresken von Peter von Cornelius, Friedrich Overbeck, Wilhelm von Schadow und Philipp Veit, die 1867 von der Familie Zuccari an die Alte Nationalgalerie in Berlin verkauft wurden, gelten als ein Hauptwerk der Nazarenischen Kunst.
Im Jahr 1904 kaufte die Kunstsammlerin und Stifterin der heutigen Bibliotheca Hertziana, Henriette Hertz (1846–1913), das Gebäude und vermachte es 1913 der Kaiser-Wilhelm-Gesellschaft mit der Bestimmung, ein Forschungsinstitut für Kunst- und Kulturgeschichte zu errichten. Ab 1943 wurden Bibliothek und Institut nach Meran, Hallein und Saalfelden verlagert; 1944 beschlagnahmte alliiertes Militär den Palazzo. Im Jahr 1953 wurde das Institut der Max-Planck-Gesellschaft übergeben und als „Bibliotheca Hertziana (Max-Planck-Institut)“ weitergeführt. Der Palazzo Zuccari gehört heute, zusammen mit dem 1963 angekauften Palazzo Stroganoff, dem Villino Stroganoff und dem am 15. Januar 2013 eröffneten Neubau von Juan Navarro Baldeweg, zu den vier Bauten des Institutes.

## Belege
1. ↑  Palazzo Zuccari, Fassade zur Via Gregoriana, Bildergalerie, In: Deutsche Digitale Bibliothek, abgerufen am 15. Juni 2014
2. ↑  Zu den Bewohnern des Palazzos siehe: Francesca Curti, Adel Künstler und Gelehrte. Die Eigentümer und Bewohner des Palazzo Zuccari (1660–1904), in: 100 Jahre Bibliotheca Hertziana. Der Palazzo Zuccari und die Institutsgebäude 1590–2013. Hirmer Verlag, München 2013, S. 50–71.
3. ↑  Ursula Kleefisch-Jobst: Im Licht der Geschichte-Bibliotheca Hertziana. In: Bauwelt. 2013, abgerufen am 24. Mai 2024.
4. ↑  Geschichte des Instituts. In: Website der Max-Planck-Gesellschaft. 2024, abgerufen am 14. Mai 2024.

Koordinaten: 41° 54′ 20,4″ N, 12° 29′ 2″ O